# Jeffrey Toobin
Jeffrey Ross Toobin (nascido em 21 de Maio de 1960) é um advogado norte-americano, bloguer, autor e comentarista, e analista jurídico para a CNN e para o The New Yorker. Durante o Caso Irão-Contras, ele actuou como advogado associado no Departamento de Justiça, e mudou-se da lei para a escrita durante a década de 1990.